# Плевако Микола Антонович
Мико́ла Анто́нович Плева́ко (27 листопада (9 грудня) 1890, Дворічна — 11 квітня 1941) — український літературознавець, бібліограф. Брат члена Української Центральної Ради Петра Плевако. Автор академічного двотомника «Хрестоматія нової української літератури». 
Жертва сталінського терору. 

## Біографічні відомості
Народився у селищі Дворічна Харківської губернії. Батько диригента та музикознавця Юрія Оранського. Закінчив Харківський університет (1916). Директор гімназії ім. Бориса Грінченка у Харкові, професор історії української літератури Кам'янець-Подільського університету (1919—1921), потім Харківського ІНО (1921), член Комісії новітнього письменства ВУАН, голова Літературної секції Науково-дослідчої кафедри історії української культури в Харкові в 1925—1926 pp. Керівник Кабінету бібліографії Інституту Тараса Шевченка у Харкові (1926—1933). Працював в АН УРСР у Києві (1934—1938).
Викрадений групою НКВД СССР 17 травня 1938 року. Доведений до смерті на засланні 11 квітня 1941 в селищі Вишньовка (нині — Аршали) Акмолинської області Казахстану.
Реабілітований в 1962 році.

## Наукова діяльність
Найвидатнішою працею Миколи Плевака була «Хрестоматія нової української літератури» у двох томах (І-ий том — Перша половина XIX ст., ІІ-ий Т. — Від початку 80 pp. до останніх часів) із зразковим бібліографічним апаратом, яка протягом 1926–1928 р. мала п'ять видань. З інших його праць важливіші: «Григорій Квітка-Основ'яненко» (в журналі «Наше минуле», 1918), «Іван Франко» (у вид. «Воа constrictor», К., 1920), «Сковорода в світлі художньої літератури» («Книга», 1923), «Шевченко й критика» («Червоний шлях», 1924 й окр.), найвизначніший огляд шевченкознанчих праць до 1924 р., «Микола Чернявський» («Червоний шлях», 1925–1926). Разом з І. Айзенштоком був редактором повного видання поезій Шевченка (1-е вид., 1925; 2-е вид., 1927) і разом з І. Капустянським — Творів Л. Глібова.